# Hurley (Missouri)
Hurley is een plaats (city) in de Amerikaanse staat Missouri, en valt bestuurlijk gezien onder Stone County.

## Demografie
Bij de volkstelling in 2000 werd het aantal inwoners vastgesteld op 157.
In 2006 is het aantal inwoners door het United States Census Bureau geschat op 159, een stijging van 2 (1,3%).

## Geografie
Volgens het United States Census Bureau beslaat de plaats een oppervlakte van
0,9 km², geheel bestaande uit land. Hurley ligt op ongeveer 333 m boven zeeniveau.

## Plaatsen in de nabije omgeving
De onderstaande figuur toont nabijgelegen plaatsen in een straal van 16 km rond Hurley.